# Єлгін Михайло Миколайович
Єлгін Михайло Миколайович (нар. 14 жовтня 1981) — колишній російський тенісист.
Найвищу одиночну позицію світового рейтингу — 123 місце досяг 6 липня 2009, парну — 53 місце — 25 червня 2012 року.
Здобув 1 парний титул.
Найвищим досягненням на турнірах Великого шолома був чвертьфінал в змішаному парному розряді.

## Фінали турнірів ATP за кар'єру

### Парний розряд: 4 (1–3)
| Легенда                                     |
| ------------------------------------------- |
| Турніри Великого шолома (0–0)               |
| Фінали Світового туру ATP (0–0)             |
| Серія Мастерс 1000 Світового Туру ATP (0–0) |
| Серія 500 Світового туру ATP (0–0)          |
| Серія 250 Світового туру ATP (1–3)          |

| Фінали за покриттям |
| ------------------- |
| Тверде (1–3)        |
| Ґрунт (0–0)         |
| Трава (0–0)         |
| Килим (0–0)         |

| Результат | W/L | Дата     | Турнір                 | Покриття   | Партнер             | Суперники                       | Рахунок               |
| --------- | --- | -------- | ---------------------- | ---------- | ------------------- | ------------------------------- | --------------------- |
| Поразка   | 0–1 | Жов 2011 | Санкт-Петербург, Росія | Тверде (i) | Олександр Кудрявцев | Колін Флемінг Росс Гатчінс      | 3–6, 7–6(7–5), [8–10] |
| Перемога  | 1–1 | Жов 2013 | Москва, Росія          | Тверде (i) | Денис Істомін       | Кен Скупскі Ніл Скупскі         | 6–2, 1–6, [14–12]     |
| Поразка   | 1–2 | Лют 2014 | Делрей-Біч, США        | Тверде     | Франтішек Чермак    | Боб Браян Майк Браян            | 2–6, 3–6              |
| Поразка   | 1–3 | Лют 2017 | Софія, Болгарія        | Тверде (i) | Андрій Кузнєцов     | Віктор Троїцький Ненад Зімоньїч | 4–6, 4–6              |

## Фінали ф'ючерсів і челленджерів

### Одиночний розряд: 27 (17–10)
| Легенда           |
| ----------------- |
| Челленджери (4–0) |
| Ф'ючерс (13–10)   |

| Результат | Ранг | Дата              | Турнір                       | Покриття   | Суперник               | Рахунок                 |
| --------- | ---- | ----------------- | ---------------------------- | ---------- | ---------------------- | ----------------------- |
| Поразка   | 1.   | 24 червня 2001    | Скоп'є, Республіка Македонія | Ґрунт      | Тодор Енев             | 6–7(7–9), 4–6           |
| Перемога  | 2.   | 22 липня 2001     | Тбілісі, Джорджія            | Ґрунт      | Дмитро Томашевич       | 6–2, 6–3                |
| Поразка   | 3.   | 23 вересня 2001   | Горлівка, Україна            | Ґрунт      | Іван Цинкуш            | 5–7, 6–4, 3–6           |
| Поразка   | 4.   | 18 серпня 2002    | Балашиха, Росія              | Ґрунт      | Ігор Андрєєв           | 6–4, 3–6, 3–6           |
| Перемога  | 5.   | 17 листопада 2002 | Nonthaburi, Таїланд          | Тверде     | Тодор Енев             | 6–4, 6–3                |
| Поразка   | 6.   | 15 червня 2003    | Savitaipale, Фінляндія       | Ґрунт      | Тімо Ніємінен          | 3–6, 4–6                |
| Поразка   | 7.   | 9 грудня 2006     | Рамат-га-Шарон, Ізраїль      | Тверде     | Фред Геммес мол.       | 3–6, 4–6                |
| Перемога  | 8.   | 26 травня 2007    | Мінськ, Білорусь             | Тверде     | Ілля Марченко          | 6–3, 6–2                |
| Поразка   | 9.   | 21 липня 2007     | Мінськ, Білорусь             | Тверде     | Пітер Кларк            | 7–5, 2–6, 3–6           |
| Перемога  | 10.  | 18 серпня 2007    | Москва, Росія                | Ґрунт      | Михайло Кукушкін       | 7–6(7–5), 7–6(7–5)      |
| Поразка   | 11.  | 8 вересня 2007    | Сергієв Посад, Росія         | Ґрунт      | Павло Чехов            | 6–7(5–7), 6–3, 3–6      |
| Перемога  | 12.  | 12 вересня 2007   | Балашиха, Росія              | Ґрунт      | Павло Чехов            | 6–2, 4–6, 6–4           |
| Перемога  | 13.  | 8 грудня 2007     | Нью-Делі, Індія              | Тверде     | Томаш Цакль            | 7–6(7–4), 6–7(6–8), 6–3 |
| Перемога  | 14.  | 3 серпня 2008     | Саранськ, Росія              | Ґрунт      | Денис Істомін          | 7–6(8–6), 3–6, 6–3      |
| Перемога  | 15.  | 9 серпня 2008     | Самарканд, Узбекистан        | Ґрунт      | Андре Гем              | 7–6(7–4), 6–3           |
| Перемога  | 16.  | 13 серпня 2008    | Карші, Узбекистан            | Тверде     | Істомін Денис Олегович | 3–6, 6–7(4–7)           |
| Перемога  | 17.  | 24 квітня 2010    | Андижан, Узбекистан          | Тверде     | Адрієн Боссель         | 6–4, 6–4                |
| Перемога  | 18.  | 5 вересня 2010    | Москва, Росія                | Ґрунт      | Олександр Лобков       | 3–6, 7–6(7–5), 7–5      |
| Перемога  | 19.  | 12 вересня 2010   | Всеволожськ, Росія           | Ґрунт      | Олександр Лобков       | 6–2, 6–4                |
| Поразка   | 20.  | 1 жовтня 2010     | Астана, Казахстан            | Тверде (i) | Річард Музаєв          | 6–7(7–9), 6–3, 2–6      |
| Перемога  | 21.  | 8 жовтня 2010     | Астана, Казахстан            | Тверде (i) | Дюбель Жульєн          | 6–4, 7–6(7–1)           |
| Поразка   | 22.  | 29 серпня 2011    | Vsevolozhsk, Росія           | Ґрунт      | Андрій Куманцов        | 4–6, 2–5, ret.          |
| Перемога  | 23.  | 24 січня 2015     | Астана, Казахстан            | Тверде (i) | Санджар Файзієв        | 6–4, 6–4                |
| Перемога  | 24.  | 31 січня 2015     | Астана, Казахстан            | Тверде (i) | Дмитро Жирмонт         | 3–6, 6–4, 7–6(7–5)      |
| Перемога  | 25.  | 5 вересня 2015    | Vsevolozhsk, Росія           | Ґрунт      | Олексій Ватутін        | 6–4, 6–2                |
| Перемога  | 26.  | 12 вересня 2015   | Vsevolozhsk, Росія           | Ґрунт      | Єгор Герасимов         | 6–3, 6–3                |
| Поразка   | 27.  | 20 серпня 2017    | Москва, Росія                | Ґрунт      | Євген Карловський      | 2–6, 0–4 ret.           |

### Парний розряд: 95 (62–33)
| Легенда             |
| ------------------- |
| Челленджери (37–19) |
| Ф'ючерс (25–14)     |

| Результат | Ранг | Дата              | Турнір                                        | Покриття   | Партнер                        | Суперники                                               | Рахунок                 |
| --------- | ---- | ----------------- | --------------------------------------------- | ---------- | ------------------------------ | ------------------------------------------------------- | ----------------------- |
| Перемога  | 1.   | 27 серпня 2000    | Zhukovski, Росія                              | Ґрунт      | Руслан Нурматов                | Сергій Кротюк Євген Смирнов                             | 3–6, 6–3, 6–0           |
| Поразка   | 2.   | 17 червня 2001    | Скоп'є, Північна Македонія                    | Ґрунт      | Evgeny Smirnov                 | Іван Цинкуш Гергей Кішдьордь                            | 5–7, 6–7(2–7)           |
| Перемога  | 3.   | 24 червня 2001    | Скоп'є, Північна Македонія                    | Ґрунт      | Evgeny Smirnov                 | Тодор Енев Милен Велев                                  | 5–7, 6–7(2–7)           |
| Перемога  | 4.   | 29 липня 2001     | Тбілісі, Грузія                               | Ґрунт      | Артем Дерепаско                | Францеск Льєгаль-Гаррес Карлос Решак-Ітойс              | walkover                |
| Поразка   | 5.   | 6 квітня 2002     | Карші, Узбекистан                             | Тверде     | Кирило Іванов-Смоленський      | Родольф Кадар Бенжамен Кассень                          | 6–4, 3–6, 4–6           |
| Перемога  | 6.   | 13 квітня 2002    | Ґулістан (місто, Узбекистан), Узбекистан      | Тверде     | Артем Дерепаско                | Бенжамен Кассень Кирило Іванов-Смоленський              | walkover                |
| Поразка   | 7.   | 21 липня 2002     | Тольятті, Росія                               | Тверде     | Артем Дерепаско                | Філіпп Мухометов Дмитро Власов                          | 4–6, 4–6                |
| Перемога  | 8.   | 18 серпня 2002    | Балашиха, Росія                               | Ґрунт      | Дмитро Власов                  | Олександр Ярмола Сергій Ярошенко                        | 6–2, 6–7(2–7), 6–1      |
| Поразка   | 9.   | 15 вересня 2002   | Донецьк, Україна                              | Ґрунт      | Дмитро Власов                  | Леонардо Аццаро Федеріко Браун                          | 7–6(7–3), 6–7(4–7), 5–7 |
| Поразка   | 10.  | 6 квітня 2003     | Карші, Узбекистан                             | Тверде     | Дмитро Власов                  | Петр Дезорт Ярослав Левинський                          | 5–7, 2–6                |
| Поразка   | 11.  | 15 червня 2003    | Savitaipale, Фінляндія                        | Ґрунт      | Іван Сиров                     | Фабіо Коланджело Алессандро Мотті                       | 5–7, 5–7                |
| Перемога  | 12.  | 3 серпня 2003     | Санкт-Петербург, Росія                        | Ґрунт      | Орест Терещук                  | Юрій Щукін Дмитро Власов                                | 3–6, 6–3, 7–5           |
| Перемога  | 13.  | 14 серпня 2003    | Балашиха, Росія                               | Ґрунт      | Дмитро Власов                  | Вадим Давлетшин Сергій Позднєв                          | 6–2, 6–2                |
| Перемога  | 14.  | 15 серпня 2004    | Санкт-Петербург, Росія                        | Ґрунт      | Андрій Мішин                   | Даніеле Джорджині Сімоне Ваньйоцці                      | 6–3, 5–7, 6–4           |
| Перемога  | 15.  | 13 серпня 2005    | Сергієв Посад, Росія                          | Ґрунт      | Михайло Філіма                 | Олексій Кедрюк Олександр Кудрявцев                      | 6–2, 6–4                |
| Перемога  | 16.  | 20 серпня 2005    | Ногінськ, Росія                               | Килим      | Філіма Михайло Юрійович        | Костянтин Кравчук Олександр Павлюченков                 | 6–2, 6–2                |
| Перемога  | 17.  | 26 листопада 2005 | Монастір (Туніс)                              | Тверде     | Денис Мацюкевич                | Мартін Еммріх Тоні Гольцінґер                           | 6–3, 6–0                |
| Перемога  | 18.  | 12 березня 2006   | Каїр, Туніс                                   | Ґрунт      | Адам Томпсон                   | Ян Машик Міхал Навратіл                                 | 6–2, 6–2                |
| Поразка   | 19.  | 26 березня 2006   | Каїр, Туніс                                   | Ґрунт      | Міхал Навратіл                 | Махмуд-Баха Хамед Шеріф Сабри                           | walkover                |
| Перемога  | 20.  | 22 квітня 2006    | Ґулістан (місто, Узбекистан), Узбекистан      | Тверде     | Кедрюк Олексій Олександрович   | Костянтин Кравчук Кудрявцев Олександр Михайлович        | 5–7, 6–4, 6–4           |
| Поразка   | 21.  | 13 травня 2006    | Андижан, Узбекистан                           | Тверде     | Мурад Іноятов                  | Суніл-Кумар Сіпаева Дмитро Сітак                        | 3–6, 4–6                |
| Перемога  | 22.  | 11 червня 2006    | Горлівка, Україна                             | Ґрунт      | Олександр Недовєсов            | Андрій Горбан Ернест Зурабян                            | 7–6(7–4), 6–2           |
| Перемога  | 23.  | 25 листопада 2006 | Рамат-га-Шарон, Ізраїль                       | Тверде     | Аміт Інбар                     | Роман Келечич В'єкослав Скендерович                     | 3–6, 6–3, 7–6(7–5)      |
| Перемога  | 24.  | 9 грудня 2006     | Рамат-га-Шарон, Ізраїль                       | Тверде     | Деніел Кінґ-Тернер             | Макс Радічніґґ Свен Свіннен                             | 3–6, 6–3, 6–2           |
| Перемога  | 25.  | 18 березня 2007   | Пореч, Хорватія                               | Ґрунт      | Олександр Красноруцький        | Нікола Мартинович Йошко Топич                           | 3–6, 6–0, 6–2           |
| Перемога  | 26.  | 25 березня 2007   | Врсар, Хорватія                               | Ґрунт      | Олександр Красноруцький        | Ян Машик Ярослав Поспішил                               | 7–5, 6–0                |
| Перемога  | 27.  | 17 червня 2007    | Мінськ, Білорусь                              | Ґрунт      | Олександр Красноруцький        | Сесар Феррер-Вікторія Леонарду Таваріш                  | 6–4, 6–0                |
| Перемога  | 28.  | 23 червня 2007    | Мінськ, Білорусь                              | Ґрунт      | Олександр Красноруцький        | Недовєсов Олександр Сергійович Денісс Павловс           | 6–3, 6–4                |
| Поразка   | 29.  | 21 липня 2007     | Єреван, Вірменія                              | Тверде     | Ладо Чихладзе                  | Їржі Кркошка Міхал Пазіцький                            | 4–6, 5–7                |
| Поразка   | 30.  | 21 липня 2007     | Тбілісі, Грузія                               | Тверде     | Сергій Бетов                   | Їржі Кркошка Даніель Люстіг                             | 6–7(2–7), 4–6           |
| Перемога  | 31.  | 18 серпня 2007    | Москва, Росія                                 | Ґрунт      | Кедрюк Олексій Олександрович   | Євген Донской Владімір Карусевич                        | 6–3, 6–0                |
| Перемога  | 32.  | 1 вересня 2007    | Сочі, Росія                                   | Ґрунт      | Ерванд Гаспарян                | Олександр Агафонов Гліб Олексієнко                      | 6–3, 6–3                |
| Поразка   | 33.  | 8 вересня 2007    | Сергієв Посад, Росія                          | Ґрунт      | Дмитро Власов                  | Павло Чехов Віктор Козін                                | 2–6, 2–6                |
| Перемога  | 34.  | 12 вересня 2007   | Балашиха, Росія                               | Ґрунт      | Володимир Карусевич            | Владислав Клименко Денис Молчанов                       | 7–6(7–3), 4–6, [10–8]   |
| Перемога  | 35.  | 18 листопада 2007 | Гельсінкі, Фінляндія                          | Тверде (i) | Кудрявцев Олександр Михайлович | Харрі Хеліовара Генрі Контінен                          | 4–6, 7–5, [13–11]       |
| Поразка   | 36.  | 8 грудня 2007     | Нью-Делі, Індія                               | Тверде     | Павло Чехов                    | Юй Сіньюань Цзен Шаосюань                               | 3–6, 3–6                |
| Поразка   | 37.  | 22 березня 2008   | Мекнес, Марокко                               | Ґрунт      | Юрій Щукін                     | Альберто Мартін Даніель Муньйос де ла Нава              | 4–6, 7–6(7–2), [6–10]   |
| Поразка   | 38.  | 12 липня 2008     | Рамат-га-Шарон, Ізраїль                       | Тверде     | Сергій Бубка                   | Джонатан Ерліх Енді Рам                                 | 3–6, 6–7(3–7)           |
| Перемога  | 39.  | 16 серпня 2008    | Бухара, Узбекистан                            | Тверде     | Павло Чехов                    | Лукаш Кубот Олівер Марах                                | 7–6(7–2), 6–1           |
| Перемога  | 40.  | 7 вересня 2008    | Cherkassy, Україна                            | Ґрунт      | Олександр Красноруцький        | Сергій Бубка Сергій Стаховський                         | 6–4, 7–5                |
| Поразка   | 41.  | 19 жовтня 2008    | Ташкент, Узбекистан                           | Тверде     | Кудрявцев Олександр Михайлович | Флавіо Чіполла Павел Шнобел                             | 3–6, 4–6                |
| Перемога  | 42.  | 8 листопада 2008  | Астана, Казахстан                             | Тверде (i) | Кудрявцев Олександр Михайлович | Жорж Бастл Марко К'юдінеллі                             | 6–4, 6–7(8–10), [10–8]  |
| Поразка   | 43.  | 22 березня 2009   | Бангкок, Таїланд                              | Тверде     | Кудрявцев Олександр Михайлович | Джошуа Гудолл Джозеф Сіріанні                           | 3–6, 2–6                |
| Поразка   | 44.  | 19 квітня 2009    | Йоганнесбург, Південно-Африканська Республіка | Тверде     | Кудрявцев Олександр Михайлович | Жорж Бастл Кріс Гуччоне                                 | 2–6, 6–4, [9–11]        |
| Перемога  | 45.  | 25 липня 2009     | Пенза, Росія                                  | Тверде     | Кудрявцев Олександр Михайлович | Кедрюк Олексій Олександрович Мацюкевич Денис Сергійович | 4–6, 6–3, [10–6]        |
| Перемога  | 46.  | 2 серпня 2009     | Саранськ, Росія                               | Ґрунт      | Євген Кириллов                 | Кедрюк Олексій Олександрович Мацюкевич Денис Сергійович | 6–2, 6–1                |
| Поразка   | 47.  | 24 квітня 2010    | Андижан, Узбекистан                           | Тверде     | Кедрюк Олексій Олександрович   | Кудрявцев Олександр Михайлович Молчанов Денис Петрович  | 2–6, 2–6                |
| Перемога  | 48.  | 1 травня 2010     | Наманган, Узбекистан                          | Тверде     | Кедрюк Олексій Олександрович   | Рохан Гаджар Каран Растогі                              | 6–4, 7–6(7–3)           |
| Перемога  | 49.  | 24 липня 2010     | Пенза, Росія                                  | Тверде     | Ніколаус Мозер                 | Олександр Бурий Кирило Горбатюк                         | 6–4, 6–4                |
| Перемога  | 50.  | 1 серпня 2010     | Саранськ, Росія                               | Ґрунт      | Ілля Бєляєв                    | Молчанов Денис Петрович Артем Смірнов                   | 3–6, 7–6(8–6), [11–9]   |
| Перемога  | 51.  | 7 серпня 2010     | Москва, Росія                                 | Ґрунт      | Ілля Бєляєв                    | Кедрюк Олексій Олександрович Мацюкевич Денис Сергійович | 6–2, 6–2                |
| Перемога  | 52.  | 29 серпня 2010    | Астана, Казахстан                             | Тверде (i) | Ніколаус Мозер                 | Ву Ді Чжан Зе                                           | 6–0, 6–4                |
| Перемога  | 53.  | 5 вересня 2010    | Москва, Росія                                 | Ґрунт      | Денісс Павловс                 | Олександр Лобков Олександр Румянцев                     | 4–6, 6–4, [10–7]        |
| Перемога  | 54.  | 8 жовтня 2010     | Астана, Казахстан                             | Тверде (i) | Андрій Василевський            | Сергій Бетов Кедрюк Олексій Олександрович               | 5–7, 6–4, [10–4]        |
| Поразка   | 55.  | 7 листопада 2010  | Астана, Казахстан                             | Тверде (i) | Кудрявцев Олександр Михайлович | Колін Флемінг Росс Гатчінс                              | 3–6, 6–7(10–12)         |
| Перемога  | 56.  | 13 листопада 2010 | Ортізеї, Італія                               | Ґрунт      | Кудрявцев Олександр Михайлович | Томаш Беднарек Міхал Пшисєнжний                         | 3–6, 6–3, [10–3]        |
| Поразка   | 57.  | 6 лютого 2011     | Казань, Росія                                 | Тверде (i) | Кудрявцев Олександр Михайлович | Їв Аллегро Андреас Бек                                  | 4–6, 4–6                |
| Поразка   | 58.  | 13 лютого 2011    | [[Бергамо Challenger\|Бергамо]], Італія       | Тверде (i) | Кудрявцев Олександр Михайлович | Фредерік Нільсен Кен Скупскі                            | walkover                |
| Перемога  | 59.  | 19 березня 2011   | Гуанчжоу, КНР                                 | Тверде     | Кудрявцев Олександр Михайлович | Санчай Ратіватана Сончат Ратіватана                     | 7–6(7–3), 6–3           |
| Перемога  | 60.  | 27 березня 2011   | Пінго, КНР                                    | Тверде     | Кудрявцев Олександр Михайлович | Харрі Хеліовара Хозе Стейтам                            | 6–3, 6–2                |
| Перемога  | 61.  | 10 липня 2011     | Пособланко, Іспанія                           | Тверде     | Кудрявцев Олександр Михайлович | Ілля Марченко Молчанов Денис Петрович                   | walkover                |
| Перемога  | 62.  | 13 серпня 2011    | Самарканд, Узбекистан                         | Ґрунт      | Кудрявцев Олександр Михайлович | Раду Албот Андрій Кузнєцов                              | 7–6(7–4), 2–6, [10–7]   |
| Перемога  | 63.  | 21 серпня 2011    | Карші, Узбекистан                             | Тверде     | Кудрявцев Олександр Михайлович | Костянтин Кравчук Молчанов Денис Петрович               | 3–6, 6–3, [11–9]        |
| Перемога  | 64.  | 11 листопада 2012 | Братислава, Словаччина                        | Тверде (i) | Лукаш Длоуги                   | Філіпп Маркс Флорін Мерджа                              | 6–7(5–7), 6–2, [10–6]   |
| Перемога  | 65.  | 18 листопада 2012 | Гельсінкі, Фінляндія                          | Тверде (i) | Ігор Зеленай                   | Володимир Ігнатик Джиммі Ванг                           | 4–6, 7–6(7–0), [10–4]   |
| Поразка   | 66.  | 30 березня 2013   | Новокузнецьк, Росія                           | Тверде (i) | Кудрявцев Олександр Михайлович | Сергій Бетов Михайло Бірюков                            | 1–6, 6–7(3–7)           |
| Поразка   | 67.  | 4 серпня 2013     | Сеговія, Іспанія                              | Тверде     | Ігнатик Володимир Ігорович     | Кен Скупскі Ніл Скупскі                                 | 3–6, 7–6(7–4), [6–10]   |
| Перемога  | 68.  | 13 жовтня 2013    | Ташкент, Узбекистан                           | Тверде     | Теймураз Габашвілі             | Пурав Раджа Дівідж Шаран                                | 6–4, 6–4                |
| Перемога  | 69.  | 23 березня 2014   | Панама, Панама                                | Ґрунт      | Франтішек Чермак               | Мартін Алунд Гільєрмо Дюран                             | 4–6, 6–3, [10–8]        |
| Поразка   | 70.  | 23 березня 2014   | Барранкілья, Колумбія                         | Ґрунт      | Франтішек Чермак               | Пабло Куевас Пере Ріба                                  | 4–6, 3–6                |
| Поразка   | 71.  | 24 січня 2015     | Астана, Казахстан                             | Тверде (i) | Карен Хачанов                  | Ярослав Шило Андрій Василевський                        | 6–3, 6–7(2–7), [4–10]   |
| Перемога  | 72.  | 22 березня 2015   | Казань, Росія                                 | Тверде     | Ігор Зеленай                   | Андреа Арнабольді Маттео Віола                          | 6–3, 6–3                |
| Поразка   | 73.  | 26 квітня 2015    | Верчеллі, Італія                              | Ґрунт      | Сергій Бетов                   | Андреа Арнабольді Ганс Подліпнік Кастільйо              | 6–7(5–7), 7–5, [10–3]   |
| Поразка   | 74.  | 9 травня 2015     | Карші, Узбекистан                             | Тверде     | Сергій Бетов                   | Юкі Бгамбрі Адріан Менендес Масейрас                    | 5–7, 6–3, [10–8]        |
| Перемога  | 75.  | 16 травня 2015    | Самарканд, Узбекистан                         | Ґрунт      | Сергій Бетов                   | Ласло Дьоре Педжа Крстин                                | 6–4, 6–3                |
| Перемога  | 76.  | 21 травня 2015    | Ескішехір, Туреччина                          | Тверде     | Сергій Бетов                   | Чжень Ді Руан Рулофсе                                   | 6–4, 6–7(2–7), [10–7]   |
| Перемога  | 77.  | 20 червня 2015    | Фергана, Узбекистан                           | Тверде     | Сергій Бетов                   | Молчанов Денис Петрович Франко Шкугор                   | 6–3, 7–5                |
| Перемога  | 78.  | 5 липня 2015      | Падуя, Італія                                 | Ґрунт      | Донской Євген Євгенович        | Федеріко Гайо Алессандро Джаннессі                      | 6–4, 7–6(7–4)           |
| Перемога  | 79.  | 11 липня 2015     | Брауншвейг, Німеччина                         | Ґрунт      | Сергій Бетов                   | Дамір Джумхур Франко Шкугор                             | 3–6, 6–1, [10–5]        |
| Перемога  | 80.  | 11 липня 2015     | Познань, Польща                               | Ґрунт      | Матеуш Ковальчик               | Хуліо Перальта Метт Сіберґер                            | 3–6, 6–3, [10–6]        |
| Поразка   | 81.  | 15 серпня 2015    | Прага, Чехія                                  | Ґрунт      | Сергій Бетов                   | Веслі Колгоф Матве Мідделкоп                            | 4–6, 6–3, [7–10]        |
| Перемога  | 82.  | 16 жовтня 2015    | Ташкент, Узбекистан                           | Тверде     | Сергій Бетов                   | Андре Бегеманн Артем Сітак                              | 6–4, 6–4                |
| Поразка   | 83.  | 30 липня 2016     | Астана, Казахстан                             | Тверде     | Кудрявцев Олександр Михайлович | Ярослав Шило Andrei Vasilevski                          | 4–6, 4–6                |
| Перемога  | 84.  | 21 серпня 2016    | Меербуш, Німеччина                            | Ґрунт      | Andrei Vasilevski              | Сандер Жіє Йоран Вліґен                                 | 7–6(8–6), 6–4           |
| Перемога  | 85.  | 14 жовтня 2016    | Ташкент, Узбекистан                           | Тверде     | Денис Істомін                  | Андре Бегеманн Леандер Паес                             | 6–4, 6–2                |
| Перемога  | 86.  | 29 жовтня 2016    | Сучжоу, КНР                                   | Тверде     | Кудрявцев Олександр Михайлович | Андреа Арнабольді Жонатан Ейссерік                      | 4–6, 6–1, [10–7]        |
| Перемога  | 87.  | 19 листопада 2016 | Брешія, Італія                                | Килим (i)  | Кудрявцев Олександр Михайлович | Веслі Колгоф Матве Мідделкоп                            | 7–6(7–4), 6–3           |
| Поразка   | 88.  | 14 жовтня 2016    | Астана, Казахстан                             | Тверде (i) | Істомін Денис Олегович         | Тимур Хабібулін Недовєсов Олександр Сергійович          | 6–7(7–9), 2–6           |
| Перемога  | 89.  | 29 січня 2017     | Ренн, Франція                                 | Тверде (i) | Донской Євген Євгенович        | Юліан Ноул Джонатан Маррей                              | 6–4, 3–6, [11–9]        |
| Перемога  | 90.  | 5 лютого 2017     | Кемпер, Франція                               | Тверде (i) | Ігор Зеленай                   | Кен Скупскі Ніл Скупскі                                 | 2–6, 7–5, [10–5]        |
| Поразка   | 91.  | 5 березня 2017    | Вроцлав, Польща                               | Тверде (i) | Молчанов Денис Петрович        | Аділ Шамасдін Andrei Vasilevski                         | 3–6, 6–3, [19–21]       |
| Поразка   | 92.  | 26 серпня 2017    | Манербіо, Італія                              | Ґрунт      | Роман Єбави                    | Ромен Арнеодо Юго Нис                                   | 6–4, 6–7(3–7), [5–10]   |
| Перемога  | 93.  | 24 листопада 2017 | Бенгалуру, Індія                              | Тверде     | Дівідж Шаран                   | Іван Сабанов Матей Сабанов                              | 6–3, 6–0                |
| Поразка   | 94.  | 19 травня 2018    | Самарканд, Узбекистан                         | Ґрунт      | Денис Істомін                  | Срірам Баладжі Вішну Вардган                            | walkover                |
| Перемога  | 95.  | 21 липня 2018     | Астана, Казахстан                             | Тверде     | Ярослав Шило                   | Arjun Kadhe Денис Євсєєв                                | 7–5, 7–6(8–6)           |

## Загальна статистика

### Досягнення в парному розряді
| W | Ф | ПФ | ЧФ | #Р | КТ | К# | DNQ | A | NH |

| Турніри Великого шлему                 |     |     |     |     |     |     |     |     |     |     |     |        |       |
| Відкритий чемпіонат Австралії з тенісу |     |     |     |     | 2р  | 1р  | 1р  |     | 2р  |     | 1р  | 0 / 5  | 2–5   |
| Відкритий чемпіонат Франції з тенісу   |     |     |     |     | 3р  | 2р  | 1р  |     | 1р  | 2р  |     | 0 / 5  | 4–5   |
| Вімблдонський турнір                   | 1р  | К1р |     | К1р | 3р  | 1р  | 1р  |     |     | 1р  |     | 0 / 5  | 2–5   |
| Відкритий чемпіонат США з тенісу       |     |     |     |     | 1р  | 2р  | 1р  |     |     | 2р  |     | 0 / 4  | 2–4   |
| В-П                                    | 0–1 | 0–0 | 0–0 | 0–0 | 5–4 | 2–4 | 0–4 | 0–0 | 1–2 | 2–3 | 0–1 | 0 / 19 | 10–19 |